# 애슈빌 투어리스츠
애슈빌 투어리스츠(Asheville Tourists)는 미국 노스캐롤라이나주 애슈빌에 위치한 마이너 리그 베이스볼 팀이다. 하이 A인 사우스 애틀랜틱 리그에 속해 있으며, 현재는 휴스턴 애스트로스 산하에 있다. 1994년부터 2020년까지는 콜로라도 로키스의 팜 팀이다.